# Ajman Umarova
Ajman Umarova (kazakiska: Айман Омарова), född i Zjambylprovinsen i södra Kazakstan, är en kazakisk advokat och människorättsaktivist.
Ajman Umarova är specialiserad på särskilt grova brott mot kvinnor och barn, ofta av sexuell karaktär. Hon är även engagerad i de etniska kazaker som fängslats i Kina som samvetsfångar som ska omformas till kineser i utbildningsläger. Hon tillhör Almaty Regional Bar Association och arbetar som expert på mänskliga rättigheter åt landets president.  
Ajman Umarova tilldelades 2018 International Women of Courage Award.